# Trimeresurus nebularis
Trimeresurus nebularis är en ormart som beskrevs av Vogel, David och Pauwels 2004. Trimeresurus nebularis ingår i släktet palmhuggormar, och familjen huggormar. Inga underarter finns listade i Catalogue of Life.
Arten förekommer i bergstrakter på Malackahalvön i Thailand och Malaysia.